# Белорусское объединение военных
Белорусское объединение военных (БОВ) (бел. Беларускае згуртаванне вайскоўцаў (БЗВ)) — неполитическое общественно-патриотическое движение в 1990-х в Беларуси, которое независимо от национальности, вероисповедания, политических взглядов и членства в других движениях и партиях, на демократических началах объединяло белорусских военных. Возглавлял движение Николай Статкевич.

## Создание

### Предпосылки. Первые белорусские военные организации.
Во время перестройки начали активно создаваться различные воинские белорусские патриотические организации, причём не только в Белоруссии. 30 октября 1988 года власти разогнали траурный митинг по случаю Дня поминовения предков Деды. Вскоре после этого в Минском высшем инженерном ракетном училище противовоздушной обороны возникла группа из 5 курсантов, возмущенных такими действиями, которую возглавил Сергей Числов (позже — ответственный секретарь БОВ, а ещё позже — лидер «Белого легиона»). Ребята рассказывали правду о событиях 30 октября и начали просветительскую деятельность среди военнослужащих. В декабре 1988 они зарегистрировались в Организационном комитете по созданию партии БНФ как группа поддержки Фронта. Весной 1989 года группа расширилась до 20 человек, а 3 апреля получила название «Свободное объединение военных».
В 1989 году в казахстанском Приозерске возник филиал Общества белорусского языка (официально с 1991) во главе с подполковником Станиславом Судником, куда вошли несколько десятков офицеров и солдат. Организация вела просветительскую и общественную деятельность, издавала белорусскоязычную газету «Рокаш», где со второго номера (сентябрь 1990 года) печатались материалы, в которых рассматривались вопросы создания белорусской армии. Здесь также работала белорусская воскресная школа. Казахстанский филиал ОБЯ прекратил существование в конце 1993 года, когда активисты переехали в Беларусь. Контакты с приозерскими военными поддерживала похожая национально-патриотическая организация в Калинине (ныне Тверь), где с 80-х существовала многочисленная белорусская диаспора. Калининскую организацию возглавил подполковник Винсент Чёрный.
Тем временем возникла организация белорусских военнослужащих в Москве. Осенью 1990 года в кругу друзей московской организации БНФ (существовала с 1989 года) начала выкристаллизовываться группа военных. Один из них, лейтенант Виктор Нагнибеда, по собственной инициативе, от имени оргкомитета «Объединения белорусских военных» (хотя формально его ещё не было) составил «Обращение к белорусским военнослужащим» и опубликовал его в январе 1991 года в газете «Свобода». На это обращение Нагнибеда получил более 40 писем. Будущий глава БОВ Николай Статкевич в марте 1991 года специально приехал в Москву ради налаживания связей с военнослужащими-белорусами Москвы. После этих писем и встреч со Статкевичем 13 апреля 1991 года было создано «Объединение белорусов-военнослужащих Москвы», принят устав этой организации и выбран координационный комитет в составе трёх человек во главе с полковником Василием Астаповичем. Во время августовского путча в 1991 году члены московской организации приняли участие в обороне «Белого дома».
Осенью 1989 года в Минском инженерном училище возникла группа во главе с кандидатом технических наук Николаем Статкевичем (позднее — лидером БОВ и партии БСДГ), куда также вошёл Николай Бирюков (позже — заместитель председателя БОВ). В этой группе занимались разработкой детальной концепции создания белорусской армии. Во второй половине 1990 года Статкевич под псевдонимом начал публиковать содержание написанной концепции в газете «Литература и искусство».
В конце февраля 1991 года Статкевич вышел из КПСС и на учредительном съезде БСДГ открыто заявил о необходимости создания белорусской армии (партия «Белорусская социал-демократическая громада» (БСДГ), которая создавалась в то время, имела фракцию в парламенте и пользовалась влиянием в СМИ — поэтому на неё было решено опираться). В апреле 1991 года Центральная Рада БСДГ создала комиссию БСДГ по военным вопросам. В состав комиссии вошли народный депутат БССР Виталий Мурашко, Николай Статкевич и Сергей Числов (последний уволился из армии в начале 1991 года и вернулся на Родину). Началась кампания в СМИ, быстро связались со всеми белорусскими военными организациями СССР, и началась работа — под крышей «Секции военных, друзей и поклонников БСДГ». Вместе с тем начались преследования Статкевича, встал вопрос о его увольнении из армии — так, «за непринятие мер» уволили начальника ракетного училища, где он служил.
В целом рост белорусских военных организаций в первой половине 1991 года наблюдался по всей территории СССР. в Белоруссии они возникли в виде ячеек ОБЯ. В Минске на основе комиссии Статкевича была организована община ОБЯ во главе с подполковником Николаем Бирюковым, а в военном городке Печи (Борисов) — во главе с майором Михаилом Воронцом.

### Провозглашение движения
Августовский путч, который начался 19 августа 1991 года, подтолкнул военнослужащих к консолидации. Возникла идея создать единую национально-ориентированную организацию отечественных военных, надпартийное общевойсковое движение. Вечером 19 августа военные и представители демократических организаций (БСП, БНФ, ОДПБ, БСДГ в том числе) собрались, а утром 20 августа в помещении главного корпуса БГУ провозгласили образование Белорусского объединения военных. Учредители приняли обращение к военным не выполнять приказы ГКЧП. Обращение и цели были зачитаны в тот же день Николаем Статкевичем, которого избрали председателем, по радио и на митинге в Минске. Созданная организация наладила контроль за перемещением войск по городу.
После поражения путча начался рост количества членов БОВ. На первый съезд Белорусского объединения военных 12-13 октября 1991 года приехало 119 делегатов из всех регионов СССР. В декабре 1991 года объединение было зарегистрировано как «неполитическое общественно-патриотическое движение». Но цели БОВ были скорее не социальными (защита военнослужащих как социального класса), а политическими и идеологическими. Этому способствовало и тесное сотрудничество с движением БНФ (настолько тесное, что сами члены сегодня отмечают, что иногда трудно было определить, где чьё предложение или инициатива). Много кто из членов организации также принадлежал к партии.

## Цели
Во время организационного собрания в главном корпусе БГУ 20 августа были объявлены цели БОВ:
1. Содействие осуществлению военных реформ;
2. Защита демократии и государственного суверенитета Республики Беларусь, а также прав белорусских военнослужащих;
3. Воспитание патриотизма и национального достоинства в военных и широких кругов общества.
4. Недопущение использования армии против народа.[1][2]

## Деятельность

### Работа по созданию белорусской армии
Воспользовавшись поражением ГКЧП и прекращении преследований со стороны КГБ Беларуси, уже 25 августа 1991-го БОВ передало в парламент свои предложения по созданию белорусской армии на базе соединений Советской Армии, находившихся на территории Беларуси. Работа велась с помощью оппозиции БНФ в парламенте, а также тесное сотрудничество было налажено с комиссией Верховного Совета по вопросам обороны. Четыре раза законодательные акты по этим предложениям выносились на рассмотрение парламента, и только в начале весны 1992 года белорусская армия юридически была образована. По мнению руководства БОВ, своевременный раздел Советской Армии, который состоялся в том числе и благодаря широкой пропагандистской кампании, которую вело БОВ, позволил избежать «югославского варианта», где единственная армия попыталась силой восстановить единство государства и развязала широкую кровавую войну.
К шагу образования белорусской армии власти подтолкнула в большей степени внешняя угроза: в России началась истерия по поводу получения Беларусью независимости. Российские газеты писали, что белорусской нации не существует, соответственно не может быть и такого государства, как Беларусь, в Москве проходили демонстрации коммунистов и шовинистов, во время которых произносились призывы о вводе войск в Беларусь. Тем временем своей армии страна не имела, а соединения Советской Армии в Беларуси многими политиками тех лет воспринимались скорее угрозой, чем средством защиты суверенитета. Поэтому в марте 1992 года по инициативе БОВ все патриотические — проправительственные и оппозиционные — силы консолидировались и подписали Антикризисное соглашение, согласно которому его участники в случае угрозы суверенитету вместе выступят в защиту государства. К соглашению присоединились более 50 организаций и государственных деятелей, в том числе руководство государства, МВД и КГБ, духовенство. Был создан Антикризисный комитет, председателем которого был избран глава правительства Вячеслав Кебич, а заместителем — председатель БОВ Николай Статкевич. По мнению многих белорусских политологов, структура с таким многочисленным и пестрым составом была недееспособной, но сам факт её образования имел большой пиар-эффект, и истерия в Москве быстро прекратилась.

### Нарастание противоречий с номенклатурой
С назначением в апреле 1992 года министром обороны Беларуси Павла Козловского ситуация резко ухудшилась. Посткоммунистическая номенклатура после увеличения влияния и популярности БНФ в обществе начала проводить политику по недопущению в армию национального. БОВ стало восприниматься как враг № 1 для Минобороны и властей. По мнению руководителей БОВ, ситуация осложнялась борьбой организации против коррупции, что «задевало личные интересы части генералитета». Поэтому, как отмечают авторы брошюры «История БОВ», напечатанной для членов организации, сначала власти пытались «купить руководство БОВ должностями», а потом «начали войну против движения, несмотря на его стремление к сотрудничеству». Первым вопросом, по которому позиции БОВ и Минобороны разошлись, было принятие воинской присяги.

После получения независимости сложилась странная ситуация: новобранцы, которые приходили на службу, принимали заново утвержденную присягу на верность Беларуси на белорусском языке. Однако офицеры, в отличие от солдат и сержантов, оставались под присягой Советскому Союзу! То есть офицеры морально и юридически не несли никакой ответственности. Если бы, не дай бог, возникла какая-то ситуация, они могли бы сказать: я не клялся Беларуси, поэтому защищать её не будуОригинальный текст (бел.)Пасля атрымання незалежнасці склалася дзіўная сітуацыя: навабранцы, якія прыходзілі на службу, прымалі нанова зацверджаную прысягу на вернасць Беларусі на беларускай мове. Аднак афіцэры, у адрозненне ад салдатаў ды сержантаў, заставаліся пад прысягай Савецкаму Саюзу! То бок афіцэры маральна і юрыдычна не неслі ніякай адказнасці. Калі б, не дай бог, узнікла нейкая сітуацыя, яны маглі б сказаць: я не прысягаў Беларусі, таму бараніць яе не буду
БОВ считало, что настал момент для приведения к присяге на верность народу Беларуси всего офицерского состава. Минобороны выступало против. Но неточная информация о планировании подобной акции в России подтолкнуло министерство к согласию. В августе 1992-го Минобороны объявило о приведении офицеров к соответствующей присяге, но только через 5 месяцев, в то время как БОВ предлагало провести присягу в День белорусской воинской славы 8 сентября. После того, как информация из России была опровергнута, Совмин решил отменить проведение присяги, но БОВ объявило, что в любом случае проведёт её 8 сентября.

### Присяга на верность Беларуси
8 сентября 1992 года, во время первого празднования Дня белорусской воинской славы, по всей стране — в Минске, Гродно, Бресте и других городах — прошла массовая акция принятия присяги на верность Беларуси военнослужащих и военнослужащих запаса. На столичной площади Независимости, стоя в форме перед большим количеством людей, приняли присягу 15 офицеров-активистов БОВ. В течение года 12 из них были уволены из армии, потом очередь дошла и до других.
На сцене напротив пединститута стояли Николай Статкевич, лидер БНФ Зенон Позняк, писатель Василь Быков. Торжественно вышли в военной форме офицеры, которые продолжали службу, и депутаты Верховного Совета. Офицеров возглавлял командир бригады спецназа полковник Владимир Бородач, депутатов — Сергей Наумчик.
Позняк выступил с речью, в которой рассказал, почему проводится присяга. После её зачитывания лидер БОВ прошёл перед шеренгой, и каждый расписался в принятии присяги на официальном бланке. К столикам потянулись с паспортами около трёх тысяч военнослужащих запаса, которые хотели подписью засвидетельствовать свое принятие присяги на верность Беларуси. Звучал полонез Огинского — мелодия, которая претендовала на то, чтобы стать гимном Республики Беларусь, который на тот момент ещё не был утвержден. Выступали музыканты, поэты, историки.
Акция сыграла свою роль, и Совмин не отменил решение о приведении офицеров к присяге. 31 декабря 1992 года армейцы, милиционеры и сотрудники спецслужб приняли присягу на белорусском языке под бело-красно-белым флагом и гербом «Погоня».

Я, гражданин Беларуси, поступая на военную службу, присягаю на верность Республике Беларусь и ее Народу. Если же я нарушу, принятую мной воинскую присягу, то готов нести ответственность, установленную законами Республики Беларусь.
Оригинальный текст (бел.)Я, грамадзянін Беларусі, паступаючы на вайсковую службу, прысягаю на вернасць Рэспубліцы Беларусь і яе Народу. Калі ж я парушу, прынятую мной вайсковую прысягу, то гатоў несці адказнасць, устаноўленую законамі Рэспублікі Беларусь.

После принятия присяги 8 сентября началась пропагандистская кампания против БОВ, начались увольнения активистов. Были уволены или принуждены к увольнению полковники Владимир Бородач и Владимир Савенок, майоры Михаил Воронец и Курбан Гельдыев. Руководство БОВ посчитало, что растет вероятность использования армии против народа, и решило выходить за пределы армии и превращаться в общенародное патриотическое движение.

### Марш в честь 75-й годовщины БНР
Чтобы увеличить влияние объединения, в течение февраля-марта 1993 года была создана Минская городская организация БОВ. 21 марта она провела марш по Минску, посвящённый 75-й годовщине образования Белорусского народной республики. Более тысячи мужчин прошли по проспекту Скорины (ныне Независимости) колонной под флагами и плакатами и под барабанный бой. Впереди несли плакат «Народ, не дай себя сам!». Участники шли в штатском, так как объединение военных являлось общественной организацией, но часть из них — с шевронами БОВ на рукавах. Кроме тысячи членов БОВ, в марше приняло участие ещё 10 тысяч человек.
Мы шли без скандирования и лозунгов, как это бывает на политических митингах и шествиях, но это было зрелище. Марш военных под барабанную дробь - это не шутки.депутат Верховного Совета XII созыва Леонид Дейко
Марш закончился в сквере Янки Купалы, где у памятника поэту состоялся митинг, посвящённый Дню воли. Среди его участников были писатель Василь Быков и руководитель БНФ Зенон Позняк.

### Последние годы БОВ. Ликвидация
В 1995 году Статкевич ушёл с поста председателя БОВ, а его место занял Александр Станкевич. Однако во второй половине 1990-х активность организации резко снизилась и в конечном итоге она в 2000 году была ликвидирована, так как не прошла перерегистрацию.

## Известные члены
- Николай Статкевич — лидер незарегистрированной Белорусской социал-демократической партии (Народная Громада), бывший кандидат в президенты Республики Беларусь.
- Виктор Шейман — государственный деятель Беларуси.